# Dora and the Lost City of Gold
Dora and the Lost City of Gold is een Amerikaanse komische avonturenfilm uit 2019, geregisseerd door James Bobin. De liveaction-film is losjes gebaseerd op de Nick Jr. geanimeerde televisieserie Dora the Explorer. De hoofdrollen worden vertolkt door Isabela Moner, Eugenio Derbez, Michael Peña en Eva Longoria, met stemmen van Danny Trejo en Benicio del Toro.

## Verhaal
Dora groeit op met haar ouders en haar neef Diego in de jungle van Peru. De ouders zijn daar op zoek naar de legendarische Inca-stad Parapata, die een zeer grote goudschat zou bevatten en archeologisch belangrijk is. Diego en Dora's Monkey Boots zijn de enige vrienden die ze daar heeft. Toen ze zes jaar oud was, moest Diego haar verlaten en naar Los Angeles verhuizen.
Tien jaar later sturen Dora's ouders haar ook naar Los Angeles, omdat ze op het punt staan de Inca-stad te vinden en ze vinden dat Dora ook contact moet hebben met haar leeftijdsgenoten. Ze gaat met Diego naar de Silver Lake High School in Los Angeles, maar heeft problemen om zich sociaal aan te passen. Tijdens een bezoek aan een museum worden zij, haar neef en twee klasgenoten ontvoerd door schatrovers en naar Peru gebracht. De schatrovers willen hun ouders en dus de gouden Parapatas via hen binnen krijgen. Dora en haar klasgenoten weten te ontsnappen met de hulp van Alejandro Gutierrez, die zich voordoet als de assistent van een bevriende professor.
De groep gaat op zoek naar Dora's ouders en wordt achtervolgd door de schatrovers. Uiteindelijk vinden ze het kamp van hun ouders, die op hun beurt zijn ontvoerd door de stadswachten. Uiteindelijk vinden ze de stad, maar de schatrovers halen hen ook in. Alejandro blijkt nu de leider van de schatrovers te zijn. Dora en haar klasgenoten ontsnappen met de hulp van hun aap. De jongeren kunnen de poort naar de goudstad openen en langs verschillende vallen, binnenkomen met een enorm gouden beeld. Daar bereikt ze Alejandro weer. Nu verschijnen de stadswachten die Dora, haar klasgenoten en haar ouders laten gaan, omdat Dora hen kan overtuigen van hun goede bedoelingen. Alejandro blijft in haar gevangenschap. Dora keert nu als vrienden terug naar Los Angeles met haar klasgenoten.

## Rolverdeling
| Acteur            | Personage           | Opmerkingen |
| ----------------- | ------------------- | --- |
| Isabela Moner     | Dora                | een 16-jarige jungle-ontdekkingsreiziger en de hoofdpersoon van Dora the Explorer. Ze is de dochter van Cole en Elena en de neef van Diego.    |
| Madelyn Miranda   | jonge Dora          | |
| Eugenio Derbez    | Alejandro Gutierrez | een ontdekkingsreiziger en professor aan de Nationale Universiteit van San Marcos, die de baas is van de huurlingen.                           |
| Michael Peña      | Cole Marquez        | een jungle-ontdekkingsreiziger die Dora's vader en Diego's oom is.                                                                             |
| Eva Longoria      | Elena Marquez       | een jungle-ontdekkingsreiziger die Dora's moeder en Diego's tante is.                                                                          |
| Jeff Wahlberg     | Diego               | Dora's neef en de hoofdpersoon van Go, Diego, Go! die Sammy's vriendje wordt.                                                                  |
| Malachi Barton    | jonge Diego         | |
| Madeleine Madden  | Sammy Moore         | een tienermeisje dat Dora als haar rivaal ziet en Diego's vriendin wordt.                                                                      |
| Nicholas Coombe   | Randy Warren        | een tiener die niet getraind is om te overleven in de jungle en verliefd is op Dora.                                                           |
| Temuera Morrison  | Powell              | een huurling die dienst doet als Alejandro's onderbevelhebber.                                                                                 |
| Christopher Kirby | Viper               | een huurling. |
| Natasa Ristic     | Christina X         | een vrouwelijke huurling. |
| Adriana Barraza   | Abuelita Valerie    | Dora en Diego's grootmoeder. |
| Pia Miller        | Sabrina             | Dora's tante en Diego's moeder. |
| Joey Vieira       | Nico                | Dora's oom en Diego's vader. |
| Q'orianka Kilcher | prinses Kawillaka   | de heerser van Parapata. |
| Isela Vega        | oude vrouw          | een inwoner van Parapata. |
| Stemmen           |                     | |
| Danny Trejo       | Boots               | een aap die Dora's beste vriend en partner is.                                                                                                 |
| Dee Bradley Baker |                     | zorgt voor de vocale effecten van Boots. |
| Benicio del Toro  | Swiper              | een stiekeme rode vos die samenzweert om nuttige dingen van Dora te vegen.                                                                     |
| Marc Weiner       | Map (Kaart)         | een denkbeeldige, antropomorfe versie van Dora's kaart. Hij laat Dora zien waar ze heen moet. Weiner herneemt zijn rol uit de originele serie. |
| Sasha Toro        | Backpack (Rugzak)   | een denkbeeldige, antropomorfe versie van Dora's rugzak. Ze draagt elk item dat Dora nodig heeft. Toro herneemt haar rol uit de serie.         |

## Release
De film ging in première op 29 juli 2019 in de Regal LA Live bioscoop in Los Angeles.

## Ontvangst
Op Rotten Tomatoes heeft Dora and the Lost City of Gold een waarde van 85% en een gemiddelde score van 6,60/10, gebaseerd op 155 recensies. Op Metacritic heeft de film een gemiddelde score van 63/100, gebaseerd op 23 recensies.

## Prijzen en nominaties
| Jaar | Prijs                                                    | Categorie                                  | Genomineerde(n) | Uitslag     |
| ---- | -------------------------------------------------------- | ------------------------------------------ | --------------- | ----------- |
| 2020 | Imagen Foundation Awards                                 | Beste speelfilm                            | Beste speelfilm | Gewonnen    |
| 2020 | Imagen Foundation Awards                                 | Beste regisseur in een speelfilm           | James Bobin     | Gewonnen    |
| 2020 | Imagen Foundation Awards                                 | Beste actrice in een speelfilm             | Isabela Moner   | Gewonnen    |
| 2020 | Imagen Foundation Awards                                 | Beste acteur in een speelfilm              | Eugenio Derbez  | Genomineerd |
| 2020 | Latino Entertainment Journalists Association Film Awards | Beste spraak- of bewegingsopnameprestaties | Danny Trejo     | Genomineerd |